# Cowboy Serenade
Cowboy Serenade ist ein US-amerikanischer Western aus dem Jahr 1947 von Ray Taylor mit Eddie Dean und Roscoe Ates in den Hauptrollen. Er wurde von der Producers Releasing Corporation produziert.

## Handlung
Während der Rancher John Hadley eine versteckte, mit Gold überzogene Höhle auf seinem scheinbar bankrotten Land inspiziert, wird er von dem Saloonbesitzer Dan Kirby und dessen Handlanger Al Quillen kaltblütig erschossen. Kirby und Quillen sind entschlossen, das Gold für sich zu beanspruchen und lösen eine Explosion in der Höhle aus, die den Eingang zum Einsturz bringt. Zwei Wochen später verkaufen Hadleys erwachsene Kinder Janet und Larry, einen Teil ihres Viehs, um die Lohnzahlungsfrist der bedrängten Ranch einzuhalten. Als Kirby, der die Ranch übernehmen wollte, sobald sie zwangsversteigert wird, hört, dass Larry seine Arbeiter bezahlen wird, befiehlt er Quillen und seinen Handlangern, ihn auszurauben. Der Raub geht jedoch schief, als Larrys alter Freund Eddie Dean und dessen Freund Soapy Jones ankommen, die von Larry herbeigerufen wurden. Eddie, Larry und Soapy stellen sich den maskierten Handlangern, und Quillen verliert auf der Flucht vor der Schießerei seinen Hut. Eddie und Soapy folgern, dass die ungewöhnlichen Initialen des Hutes zu Quillen gehören müssen und reiten ins nahegelegene Flagstone, um ihn zur Rede zu stellen. 
Nachdem Eddie Quillen in Kirbys Saloon verprügelt hat, ist Kirby noch entschlossener, die Hadley-Ranch zu bekommen. Zu diesem Zweck droht Kirby, Tuttle, einen Angestellten in Henry Allens Landgesellschaft, der ihm eine große Spielschuld schuldet, als Betrüger zu entlarven, es sei denn, Tuttle fälscht ein Dokument, aus dem hervorgeht, dass der abwesende Allen die Hadley-Hypothek zwangsvollstreckt hat. Als Eddie und Larry erfahren, dass Kirby im Begriff ist, die Ranch zu übernehmen, reiten sie erneut nach Flagstone, um Allen, der Larry eine Zahlungsverlängerung versprochen hatte, in Chicago ein Telegramm zu schicken. Als Tuttle hört, dass sein Arbeitgeber mit der nächsten Postkutsche nach Flagstone zurückkehrt, eilt er zu Kirby, um diesen zu warnen. Soapy belauscht jedoch das Gespräch, in dem Kirby Allens Ermordung befiehlt. Soapy erstattet Eddie Bericht, der losreitet und Allens Postkutsche abfängt. Eddie nimmt Allens Platz auf der Kutsche ein und weist ihn an, ihn noch am selben Abend im Grundbuchamt zu treffen. Nachdem Eddie die Attentäter abgewehrt hat, trifft er sich mit Allen. Die beiden konfrontieren Tuttle mit dem Dokument. Eddie zwingt den verängstigten Tuttle dazu, seine Beteiligung an dem Komplott sowie Kirbys Plan, Hadleys Goldmine zu stehlen, zu gestehen. In diesem Moment stürmen Kirby und seine Männer, die Eddie verfolgt haben, in Allens Büro. Kirby schlägt Eddie nieder und befiehlt einem seiner Männer, Allen mit Eddies Waffe zu töten. Obwohl der Sheriff Eddie festnimmt, verrät er später, dass er kurz zuvor mit Allen auf der Straße gesprochen hat und weiß, dass Kirby und seine Männer die wahren Schuldigen sind. Eddie und Soapy konfrontieren Kirby mit Tuttles Geständnis. Als Kirby erfährt, dass der Angestellte die Existenz der Goldmine enthüllt hat, zieht er wütend seine Waffe. Eddie zieht ebenfalls seine Waffe und es kommt zu einer Schießerei. Obwohl Kirby es schafft, aus dem Saloon zu entkommen, verfolgt ihn Eddie und schlägt ihn bewusstlos. Später verabschiedet sich Eddie von einer bewundernden Janet und einem dankbaren Larry und reitet mit Soapy davon.

## Hintergrund
Gedreht wurde der Film ab Ende Mai 1947 auf der Iverson Movie Ranch in Chatsworth und der Movie Ranch von Ray Corrigan in Simi Valley.
Jack Mills war für das Szenenbild zuständig. Ira Webb arbeitete als Regieassistent, Archie R. Dalzell als Kameraführer. 

## Musik
Folgende Songs wurden im Film gespielt:
- Black Hills und Let's Go Sparkin’ von Eddie Dean und Hal Blair
- Punchinello von Pete Gates

## Veröffentlichung
Die Premiere des Films fand am 25. Oktober 1947 statt. 1949 kam er in Österreich in die Kinos.